# Серебрякова Галина Йосипівна
Галина Йосипівна Серебрякова (1905—1980) — російська радянська письменниця і журналістка, авторка романів про Маркса і Енгельса.

## Життєпис
Галина Серебрякова народилася 7 (20) грудня 1905 року в Києві в сім'ї революціонерів. Батько Йосип Мойсейович Бик-Бек (1882—1936), був земським лікарем, при радянській владі був призначений начальником політуправління військ ВОХР, повпредом у Хорезмі, директором Музею образотворчих мистецтв імені О. С. Пушкіна (1933—1935), директором курортного тресту; розстріляний в 1936 році. Мати, Броніслава Сигізмундівна Красутська (Красуцька), працювала в ЧК і партійних органах.
Сама Галина була членом РКП (б) з 1919 року. У 1920—1925 роках навчалася на медичному факультеті Московського державного університету імені М. В. Ломоносова, після займалася журналістикою.
У 1920-ті роки починала кар'єру оперної співачки: в 1928 році співала у великому Радіоконцерті в Лондоні, отримала запрошення в трупу Большого театру.
У 1923—1924 роках була одружена з відомим більшовицьким діячем Леонідом Серебряковим. З 1925 року одружена з наркомом фінансів Григорієм Сокольниковим. За завданнями «Комсомольської правди» в 1927 році побувала в Китаї, потім в 1927—1928 роках — у Женеві та Парижі. У 1930—1932 роках разом з чоловіком була в Англії.
За легендою, після публікації в 1933 році її памфлету «Очна ставка: картини англійського життя», Чемберлен (в 1931—1937 рр. канцлер казначейства) заборонив їй в'їзд до Англії.
Для збору матеріалу до роману про Карла Маркса за особливим дозволом їздила до Західної Європу. Роман «Юність Маркса» вийшов в 1934—1935 рр.
Галина Серебрякова вступила до Спілки письменників СРСР у 1934 році, але вже через два роки була виключена в 1936 та відновлена в 1956 році.
У 1936 році арештована слідом за чоловіком, а в червні 1937 року вислана до Семипалатинська разом з матір'ю і дворічною донькою, там в грудні знову заарештована і в 1939 році засуджена до 8 років ув'язнення як «дружина ворога народу». У 1945 році була звільнена і оселилася в Джамбулі, де працювала фельдшеркою.
28 травня 1949 року вона була знову арештована, і Особлива нарада при МДБ СРСР 12 листопада 1949 року засудила її до 10 років позбавлення волі за звинуваченням у контрреволюційній агітації та участі в контрреволюційній організації.
У серпні 1955 року вона була звільнена з ув'язнення і відправлена на заслання до Джамбулу, але незабаром була звільнена й із заслання. У 1956 році була повністю реабілітована і відновлена в партії. Також відновила письменницьку діяльність.

 На початку 1960-х років Галина Серебрякова закінчила свою трилогію про Карла Маркса, що містить великий пізнавальний матеріал з історії Західної Європи XIX століття. Після реабілітації зберегла відданість партії, активно виступала проти ліберальних тенденцій в радянській літературі. У 1963 році на зустрічі Микити Хрущова з письменниками виступила з нападками на Іллю Еренбурга. У 1967 році на польській мові в Парижі був надрукований її роман «Смерч» про перебування в таборі, проти чого вона виступила з офіційним протестом. Російською мовою роман з'явився тільки 1989 року. 
 Твори Серебрякової знайшли визнання в Радянському Союзі лише завдяки тематиці, а також точній їх відповідності партійним вимогам, що пред'являються до літератури.  
 Померла Галина Серебрякова 30 червня 1980 року. 
Похована на Передєлкінському кладовищі.

## Нагороди
- орден Трудового Червоного Прапора

## Світлини
- https://petrsu.ru/page/aggr/truentizm/2012/december [Архівовано 20 вересня 2019 у Wayback Machine.]
- http://www.biografguru.ru/about/serebryakova/?q=4170 [Архівовано 20 вересня 2019 у Wayback Machine.]
- http://istmat.info/node/34966 [Архівовано 20 вересня 2019 у Wayback Machine.]

## Твори
- Замальовки Китаю, 1927
- Жінки епохи французької революції, 1929
- Рікша, 1931
- Їжа для душі, 1933
- Люди передмістя Круа-Русс, 1933
- Очна ставка: картини англійського життя, 1933
- Юність Маркса, 1934—1935
- Одна з Вас, 1959
- Викрадення вогню, 1961
- Вершини життя, 1962
- Карл Маркс, 1962 (серія ЖЗЛ)
- Прометей. Трилогія (Юність Маркса. Викрадення вогню. Вершини життя), 1963
- Мандри минулими роками, 1963
- Предшествие, 1966
- Маркс і Енгельс, 1966 (серія ЖЗЛ)
- Smiercz // «Kultura», Paris, 1967, № 7-8
- Про інших та про себе, 1968; 2-е вид., Доповнене — М.: Радянський письменник, 1971
- З покоління в покоління, 1973
- Смерч // «Справа № …». Алма-Ата, 1989